# We Are Not Alone (album)
We Are Not Alone è il secondo album in studio della band alternative metal Breaking Benjamin.

## L'album
Quest'album, rispetto al precedente Saturate, presenta dei progressi a livello sonoro: le sonorità risultano essere meno monotone rispetto al precedente, i suoni di accompagnamento sono molto più alti, e creano atmosfere molto diverse e più creative. Con questo album la band ottenne un maggiore successo, vennero vendute diverse copie in poco tempo, e vennero sfondati i confini della Pennsylvania, acquistando anche un maggiore livello di popolarità. L'album fu accompagnato dall'uscita dell'EP So Cold.

## Tracce
Tutte le tracce sono state scritte dai Breaking Benjamin, tranne dove specificato.
1. So Cold - 4:33
2. Simple Design - 4:15
3. Follow - 3:17 (Breaking Benjamin, Billy Corgan)
4. Firefly - 3:08
5. Break My Fall - 3:24
6. Forget It - 3:37 (Breaking Benjamin, Billy Corgan)
7. Sooner Or Later - 3:39
8. Breakdown - 3:36
9. Away - 3:12
10. Believe - 3:19
11. Rain - 3:25 (Breaking Benjamin, Billy Corgan)

2005 Edition bonus tracks
1. Rain - 3:22 (Breaking Benjamin, Billy Corgan)

Japanese Edition bonus tracks
1. Ordinary Man - 3:31
2. Ladybug - 3:03

## I brani in altri media
- La traccia Firefly è contenuta nei videogiochi WWE SmackDown! vs. Raw, WWE Day of Reckoning e WWE Wrestlemania 21.
- La traccia Forget It è presente nel film American Pie Presents: Band Camp. Il brano è anche presente in un episodio della quinta stagione di Smallville.
- Le tracce Follow e Blow Me Away sono contenute nella colonna sonora di Halo 2.

## Formazione
- Ben Burnley - voce, chitarra
- Aaron Fink - chitarra
- Mark James Klepaski - basso
- Jeremy Hummel - batteria